# Takatsukasa Nobuhisa
Takatsukasa Nobuhisa (鷹司 信尚 1590-1621?) fue un kuge (cortesano) que actuó de regente a comienzos de la era Edo. Fue hijo del regente Takatsukasa Nobufusa.
Ocupó la posición de kanpaku del Emperador Go-Mizunoo entre 1612 y 1615.
Takatsukasa Norihira fue su hijo.